# مناقيش

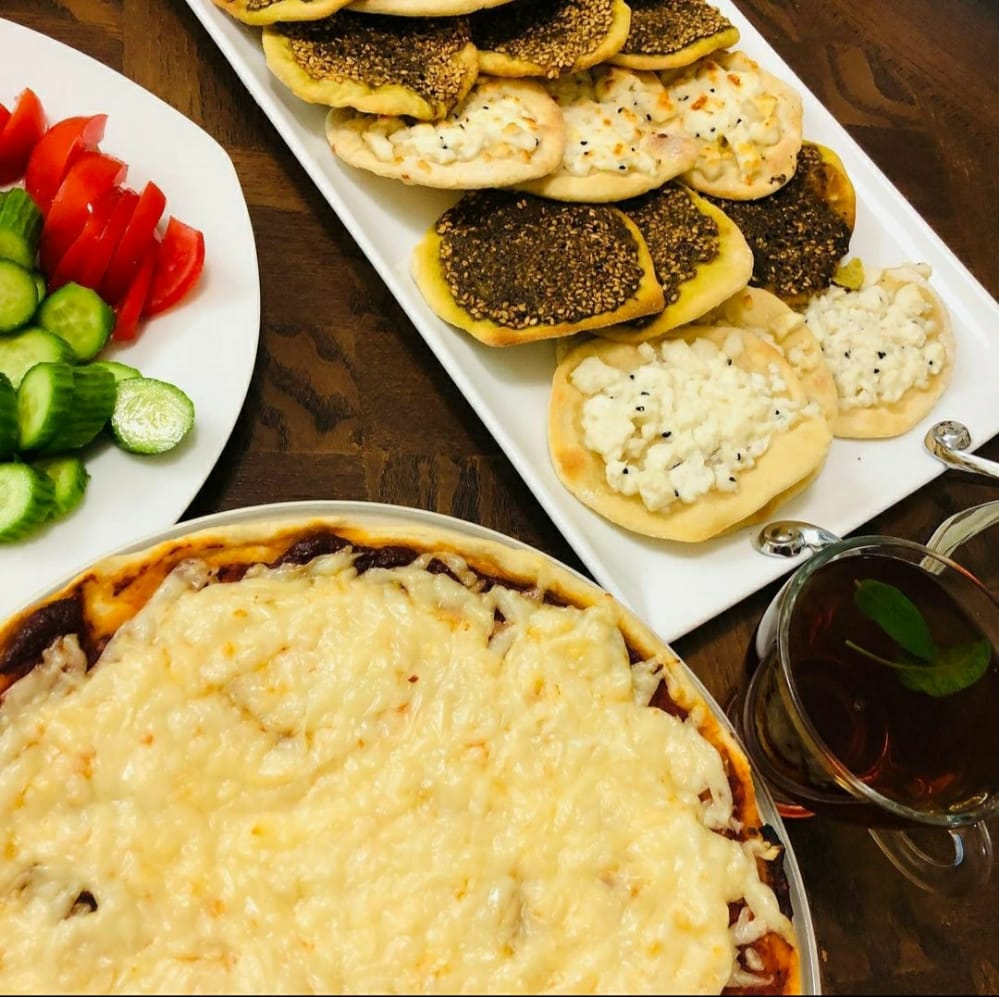
مناقيش زعتر وجبنة

المناقيش (مفردها: منقوشة) هي صنف من المعجنات تشتهر في بلاد الشام، ويقصد بالتسمية عادةً مناقيش الزعتر ولكنها تُطلق أيضًا على بقية أنواع الفطائر مثل فطائر الجبنة. تكون عبارة عن أقراص رقيقة من العجين توضع عليها صلصات مختلفة مثل: (خليط زعتر مطحون وزيت الزيتون) أو (جبنة بيضاء أو جبنة مع الزعتر وزيت الزيتون) وغيرها. تُمدّّ على مبسط خشبي ثم تُوضع في فرن على حرارة عالية لتنضج ثم تسحب بمبسط حديدي وتؤكل ساخنة.
في 6 ديسمبر 2023 أدرجت منظمة الأمم المتحدة للتربية والعلم والثقافة (يونيسكو)، "منقوشة الزعتر" على لائحتها للتراث غير المادي للبشرية.

## المعلومات الغذائية عن المناقيش بزعتر
تحتوي قطعة المناقيش بزعتر (200 غرام تقريبًا)، بحسب موقع شهية، على المعلومات الغذائية التالية:
- السعرات الحرارية: 563
- الدهون: 47
- الدهون المشبعة: 5
- الكوليسترول: 0
- الكاربوهيدرات: 33
- البروتينات: 5